# Avena
Pour les articles homonymes, voir Avena (homonymie).
Genre
Synonymes
- Anelytrum Hack.
- Peissia Opiz[2]

Avena est un genre de plantes monocotylédones de la famille des Poaceae, sous-famille des Pooideae.
Ce genre comprend une trentaine d'espèces originaires des régions tempérées de l'Ancien Monde (Europe, Asie occidentale et Afrique du Nord).
Ce sont des plantes herbacées annuelles ou vivaces, cespiteuses ou décombantes, dont les tiges (chaumes), non ramifiées, peuvent atteindre de 20 à 200 cm de long.
L'inflorescence est une panicule ouverte, lâche.

## Caractéristiques générales

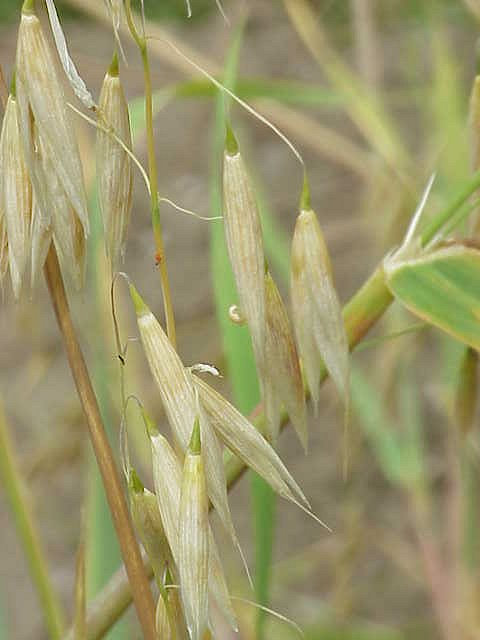
Avena nuda.

Les plantes du genre Avena sont des plantes herbacées annuelles ou vivaces, cespiteuses ou décombantes, dont les tiges (chaumes), aux entrenœuds creux, peuvent atteindre 2 mètres de long. Les feuilles ont un limbe linéaire, généralement plat mais parfois enroulé, plus ou moins large (de 1,5 à 20 mm de large selon les espèces), et présentent une ligule membraneuse de 1 à 7 mm de long.
L'inflorescence est une panicule ouverte, lâche.
Le fruit est un caryopse de taille moyenne, comprimé dorsoventralement, présentant un sillon longitudinal, aux glumelles (lemme et paléole) adhérentes (avoines vêtues) ou libres (avoines nues), au hile linéaire long.
L'embryon est petit, avec un épiblaste. L'albumen est dur, et contient des lipides et des grains d'amidon composés.

## Importance économique
L'une des espèces, l'avoine cultivée (Avena sativa) est largement cultivée comme céréale pour ses grains destinés à l'alimentation animale (principalement) ou humaine ou pour la plante entière (avoine fourragère) pâturée ou récoltée sous forme de foin ou d'ensilage. C'est la sixième céréale mondiale par le volume de production.
En fait sept espèces d'avoines ont été ou sont encore cultivées dans le monde : deux espèces hexaploïdes, Avena sativa L. et Avena byzantina C Koch  originaire de Grèce et du Moyen-Orient (ces deux espèces qui se distinguent seulement par des caractères morphologiques mineures sont souvent confondues par certains auteurs), une espèce tétraploïde, Avena abyssinica Hoscht., cultivée en Éthiopie, et quatre espèces diploïdes, Avena strigosa Schreb., Avena brevis Roth., Avena hispanica Ard. et Avena nuda L.
Plusieurs autres, notamment Avena fatua, et Avena sterilis, sont des mauvaises herbes, adventices des cultures de céréales d'autant plus difficiles à combattre qu'elles sont proches des espèces cultivées et pour lesquelles il n'existe pas d'herbicides totalement sélectifs.

## Génétique
Le genre Avena présente une grande diversité génétique, avec quatre types de génomes, notés A, B, C et D, et trois niveaux de ploïdie (avec un nombre chromosomique de base x=7) : diploïdes (2n = 2x = 14), tétraploïdes (2n = 4x = 28) et hexaploïdes (2n = 6x = 42),.
Il constitue un pool génique utile pour l'amélioration génétique de l'avoine cultivée. Ce pool génique est subdivisé en trois parties selon les possibilités de croisements interspécifiques : le pool génique primaire est constitué par Avena sativa et toutes les espèces hexaploïdes, le pool génique secondaire comprend deux espèces tétraploïdes Avena maroccana et Avena murphyi, le pool génique tertiaire comprend deux autres espèces tétraploïdes Avena barbata et Avena macrostachya, et toutes les espèces diploïdes.   
L'avoine cultivée a un génome hexaploïde de type AACCDD (2n = 6x = 42).

## Écologie
Les différentes espèces d'avoine, y compris celles cultivées, servent de nourriture aux larves de certaines espèces de lépidoptères, dont la Noctuelle basilaire (Apamea sordens) et le C-noir (Xestia c-nigrum).

## Classification et taxonomie
Le genre Avena a été décrit pour la première fois par Linné et publié en 1753 dans son Species plantarum (Sp. Pl. 1: 79. 1753).
Linné avait à l'époque décrit quatre espèces : Avena sativa, Avena fatua, Avena sterilis et Avena nuda.
En 1880, le botaniste russe, Regel, établit une classification des espèces d'Avena basée sur la forme de l'extrémité de la lemme et du rachillet, la pubescence de la lemme et la désarticulation des fleurons. Ces traits sont encore les caractères-clés dans la classification du genre Avena.
D'autre classifications ont été proposées depuis, notamment celles de I. Malzev en 1930, la plus détaillée, qui proposait sept espèces, 22 sous-espèces et 184 variétés et formes, regroupées en deux sous-sections, Aristulatae et Denticulatae, d'après la forme de l'apex de la lemme.
Plus tard, G. Ladinzinsky et D. Zohary (1971) proposaient aussi sept espèces, mais dans des classifications plus récentes le nombre d'espèces augmentait jusqu'à 14 puis 34.
Selon la base de données The Plant List, 178 espèces rattachées au genre Avena ont été décrites, mais 22 seulement sont des espèces acceptées, 118 sont considérées comme des synonymes et 38 sont non-évaluées.

### Liste d'espèces
Selon The Plant List (20 décembre 2017) :
- Avena abyssinica Hochst.
- Avena aemulans Nevski
- Avena barbata Pott ex Link
- Avena brevis Roth
- Avena byzantina K.Koch
- Avena chinensis (Fisch. ex Roem. & Schult.) Metzg.
- Avena clauda Durieu
- Avena eriantha Durieu
- Avena fatua L.
- Avena haussknechtii Nevski
- Avena longiglumis Durieu
- Avena maroccana Gand.
- Avena murphyi Ladiz.
- Avena nuda L.
- Avena prostrata Ladiz.
- Avena sativa L.
- Avena saxatilis (Lojac.) Rocha Afonso
- Avena sterilis L.
- Avena strigosa Schreb.
- Avena vaviloviana (Malzev) Mordv.
- Avena ventricosa Balansa
- Avena volgensis (Vavilov) Nevski